# أبو بكر بن سالم
أبو بكر بن سالم (919 - 992 هـ) شيخ دين ومصلح اجتماعي وسياسي ذو نفوذ وجاه كبير في الأوساط الاجتماعية الحضرمية. كانت له رئاسة ومشيخة علمية ودينية في بلدته عينات، وكانت تتوافد عليه الجموع في أي مكان يحلّ فيه. وهو الجد الجامع لجميع آل الشيخ أبي بكر بن سالم العلويين.

## نسبه
أبو بكر بن سالم بن عبد الله بن عبد الرحمن بن عبد الله بن عبد الرحمن السقاف بن محمد مولى الدويلة بن علي بن علوي الغيور بن الفقيه المقدم محمد بن علي بن محمد صاحب مرباط بن علي خالع قسم بن علوي بن محمد بن علوي بن عبيد الله بن أحمد المهاجر بن عيسى بن محمد النقيب بن علي العريضي بن جعفر الصادق بن محمد الباقر بن علي زين العابدين بن الحسين السبط بن علي بن أبي طالب، وعلي زوج فاطمة بنت محمد ﷺ.
فهو الحفيد 25 لرسول الله محمد ﷺ في سلسلة نسبه.

## مولده ونشأته
ولد بمدينة تريم من بلاد حضرموت في يوم السبت الثالث عشر من شهر جمادى الأولى سنة 919 هـ، ووالدته هي طلحة بنت عقيل بن أحمد بن أبي بكر السكران. نشأ بتريم، ثم انتقل مع والده إلى قرية اللسك، القرية حاليًا، وعاش فيها ودرس عند عدة مشايخ. ثم سكن بلدة عينات سنة 946 هـ، شرقيّ تريم، واستقر فيها وأسس بها مسجده، فكانت له فيها زعامة إلى أن توفي.

## شيوخه
تلقى عن علماء منهم:
| - أحمد بن عبد الرحمن السكران - عمر بن محمد باشيبان | - عبد الله بن محمد باقشير - عمر بن عبد الله بامخرمة | - أحمد بن علوي باجحدب - محمد بن محمد البكري | - معروف بن عبد الله باجمّال |

## تلاميذه
وقد تخرج على يديه الكثيرون من طلبة العلم واشتهروا بعلمهم منهم:
| - أحمد بن محمد الحبشي - عبد الرحمن بن محمد الجفري - عبد الرحمن بن أحمد البيض - يوسف بن عابد الحسني | - محمد بن علوي صاحب المقيروبات - عبد الرحمن بن محمد السكران - عبد الرحمن بن عقيل العطاس - عمر بن عيسى باركوة - أحمد بن صالح الشريف | - حسن بن أحمد باشعيب - محمد بن عبد الرحمن باوزير - محمد بن عمر الخطيب - عبد الله بن أحمد الخطيب - محمد سراج الدين باجمّال | - أحمد بن سهل اليتيم - عمر بن إبراهيم الحباني - عبيد بن عبد الملك بانافع |

## دوره الإصلاحي
بعد أن قضى شيوخه أنحابهم تفرد الشيخ أبي بكر بن سالم بالزعامة الدينية والرئاسة الصوفية في حضرموت، وغدا بحكم مركزه ووسطه أكبر زعيم ديني شديد الاتصال بالحياة الاجتماعية والسياسية مستعملًا نفوذه في الإصلاح الاجتماعي. وكثر إليه الواردون من زعماء القبائل المتحاربة، والسلاطين الذين يطلبون منه التوسط فيما بينهم، ومن العلماء والصلحاء والصوفيين. ولما كانت عينات في أيامه منطقة عسكرية فقد تأثر بالسلاح حتى صار شعارًا له ولعقبه، وغدت له مظاهر خاصة كأعلام تنتشر أمام موكبه وطاسات تضرب بين يديه حتى تظنه ملكًا في موكبه. وقد ذاع صيته في كافة الأقطار العربية وغيرها إلى مدينة فاس بالمغرب الأقصى، فقد امتدحه العلماء والأمراء والأدباء والشعراء في مكاتباتهم وقصائدهم.

## مؤلفاته
له ديوان نظم، ومؤلفات أكثرها في الرقائق، وعلوم الشريعة والحقائق، فمن تآليفه:
| - «فتح باب المواهب وبغية مطلب الطالب» - «معارج التوحيد» | - «معراج الأرواح إلى المنهج الوضاح» - «مفتاح السرائر وكنز الذخائر» |

## ذريته
له أربع بنات: فاطمة، وعائشة، وعلوية، وطلحة، وثلاثة عشر ابنًا هم: عبد الرحمن، وجعفر، وعبد الله الأكبر، وسالم، وهؤلاء انقرضوا، والحسين، والحامد، وعمر المحضار، وحسن، وأحمد، وصالح، وعلي، وشيخان، وعبد الله الأصغر، وهم المعقبون، وعرفوا بآل الشيخ أبي بكر بن سالم. ثم تفرعت هذه الأسرة وعرفت بألقابها نسبةً إلى أحد أجدادها وهي: آل الحسين، وآل الحامد، وآل حيدر، وآل شيخان، وآل المحضار، وآل الهدار، وآل بن ناصر، وآل بن جندان، وآل بوفطيم، وآل الحييد وغيرها كثير.

## وفاته
توفي بعينات ليلة الأحد السابع والعشرين من شهر ذي الحجة سنة 992 هـ، ودفن بها وبُني على قبره قبة عالية يقصدها الزوار من جميع الأقطار.

### استشهادات
1. ↑  الزركلي، خير الدين (2002). الأعلام (PDF). بيروت، لبنان: دار العلم للملايين. ج. الجزء الثاني. ص. 64. مؤرشف من الأصل (PDF) في 2020-09-22.
2. ↑  القضماني، محمد ياسر (2014). السادة آل باعلوي وغيض من فيض أقوالهم الشريفة وأحوالهم المنيفة. دمشق، سوريا: دار نور الصباح. ص. 109.
3. ↑  باكثير، عبد الله بن محمد (1405 هـ). الأشواق القوية إلى مواطن السادة العلوية. ص. 45. {{استشهاد بكتاب}}: تحقق من التاريخ في: |تاريخ= (مساعدة)
4. ↑  السقاف، عبد الرحمن بن عبيد الله (1425 هـ). إدام القوت في ذكر بلدان حضرموت. بيروت، لبنان: دار المنهاج. ص. 975. {{استشهاد بكتاب}}: تحقق من التاريخ في: |تاريخ= (مساعدة)
5. ↑  الشلي، محمد بن أبي بكر (1402 هـ). المشرع الروي في مناقب السادة الكرام آل أبي علوي (PDF) (ط. الثانية). ج. الجزء الثاني. ص. 58. مؤرشف من الأصل (PDF) في 4 ديسمبر 2020. {{استشهاد بكتاب}}: تحقق من التاريخ في: |تاريخ= (مساعدة)
6. ↑  الكاف، عمر بن علوي (1423 هـ). خلاصة الخبر عن بعض أعيان القرنين العاشر والحادي عشر. دار المنهاج. ص. 79. {{استشهاد بكتاب}}: تحقق من التاريخ في: |تاريخ= (مساعدة)
7. ↑  السقاف، عبد الله بن محمد (1356 هـ). تاريخ الشعراء الحضرميين. القاهرة، مصر: مطبعة حجازي. ج. الجزء الأول. ص. 167. {{استشهاد بكتاب}}: تحقق من التاريخ في: |تاريخ= (مساعدة)
8. ↑  السقاف، أبو بكر بن سالم (1434 هـ). المزيدي، أحمد فريد (المحرر). معراج الأرواح والمنهج الوضاح. بيروت، لبنان: دار الكتب العلمية. {{استشهاد بكتاب}}: تحقق من التاريخ في: |تاريخ= (مساعدة)
9. ↑  المشهور، عبد الرحمن بن محمد (1404 هـ). شمس الظهيرة (PDF). جدة، السعودية: عالم المعرفة. ج. الجزء الأول. ص. 273. مؤرشف من الأصل (PDF) في 23 نوفمبر 2020. {{استشهاد بكتاب}}: تحقق من التاريخ في: |تاريخ= (مساعدة)
10. ↑  ابن العماد، عبد الحي بن أحمد (1414 هـ). شذرات الذهب في أخبار من ذهب (PDF). دمشق، سوريا: دار ابن كثير. ج. الجزء العاشر. ص. 625. مؤرشف من الأصل (PDF) في 2022-01-17. {{استشهاد بكتاب}}: تحقق من التاريخ في: |تاريخ= (مساعدة)